# Hoxfeld
Hoxfeld ist eine Ortschaft im Münsterland, westlich von Borken, mit etwa 1000 Einwohnern. Die alte Bauerschaft Hoxfeld liegt an der Kreisstraße 3 von Borken nach Vardingholt im Tal der Bocholter Aa. Im Süden, zwischen der Aa und der Landstraße 581, die Hoxfeld mit Bocholt verbindet, liegt das Naherholungsgebiet Pröbstingsee und die Wohnsiedlung Kaninchenberg. Im Nordosten liegt der Flugplatz Borken-Hoxfeld.

## Geschichte
Bis 1969 war Hoxfeld eine eigene Gemeinde. Am 1. Juli 1969 wurde Hoxfeld durch das Gesetz zur Neugliederung von Gemeinden des Landkreises Borken in die Kreisstadt Borken eingegliedert.

## Sehenswürdigkeiten
Ein beliebtes Ausflugsziel in Hoxfeld ist das kleine Wasserschloss Haus Pröbsting. Es wurde 1221 erstmals als Rittergut erwähnt und gilt als der älteste nachweisbare profane Ziegelbau im Münsterland. Jahrzehntelang dem Verfall preisgegeben und teilweise eingestürzt, wurde es im Jahre 1988 vollständig renoviert und wieder aufgebaut. Nachdem das Gebäude etliche Jahre dem Kreis Borken gehörte, ist es heute wieder in Privatbesitz. Des Weiteren ist das alte Bauernhaus der Kaufmannsfamilie Seeger, welches im Jahre 1820 erbaut wurde, überregional bekannt. Die Familie Seeger ist im Jahre 2012 komplett ausgestorben.
Im Umfeld von Haus Pröbsting ist ein beliebtes Naherholungsgebiet entstanden, dessen Mittelpunkt der 10 ha große Pröbstingsee mit Wanderwegen, Bootsverleih, Campingplatz und Minigolfanlage bildet. Das Bootshaus am Pröbstingsee ist ein beliebter Haltepunkt für Spaziergänger und Radfahrer.
Im Sommer 2009 entstand ein Planetenweg rund um den See. Entlang des Weges kann man sich über die Planeten unseres Sonnensystems informieren und diese in maßstabgetreuen Größe betrachten.
Eine weitere Attraktion im Naherholungsgebiet Pröbsting ist der Kletterwald Borken. Mit insgesamt 10 Kletterparcouren auf einer Gesamtlänge von ca. 1350 m bietet der Park Herausforderungen für alle Altersklassen ab 3 Jahren. Das Highlight des Parcours ist eine 110 m lange Abschlussseilbahn aus 12 m Höhe. Der Kletterwald bietet außerdem Möglichkeiten für Teamevents, Erlebnispädagogik, Trainings & Seminare.

## Sport
Im Naherholungsgebiet am Pröbstingsee liegt das Vereinsheim und der Fußballplatz des RC Borken-Hoxfeld. Die Fußballabteilung des Sportvereins trägt ihre Heimspiele am Hoxfelder Sportpark am Kaninchenberg aus.
Außerdem befindet sich am Pröbstingsee ein Reitsportzentrum.